# 박지훈 (1984년)
박지훈(朴志勳, 1984년 11월 6일 ~ )은 대한민국의 바둑 기사이다.

## 약력
허장회 바둑도장에서 바둑을 배웠으며 2002년 제93회 연구생입단대회 내신성적 1위로 입단했다. 2003년 제7기 SK가스배 신예프로10걸전 본선에 진출했다. 2005년 제2기 전자랜드배 왕중왕전 청룡부 4강과 제2기 전자랜드배 왕중왕전 16강, 제5기 오스람코리아배 신예연승최강전 본선에 진출하였다. 2005년 7월 2단을 거쳐 2008년 3단, 2009년 4단, 2014년 2월에 5단으로 각각 승단했다.